# Dorfkirche Bertkow

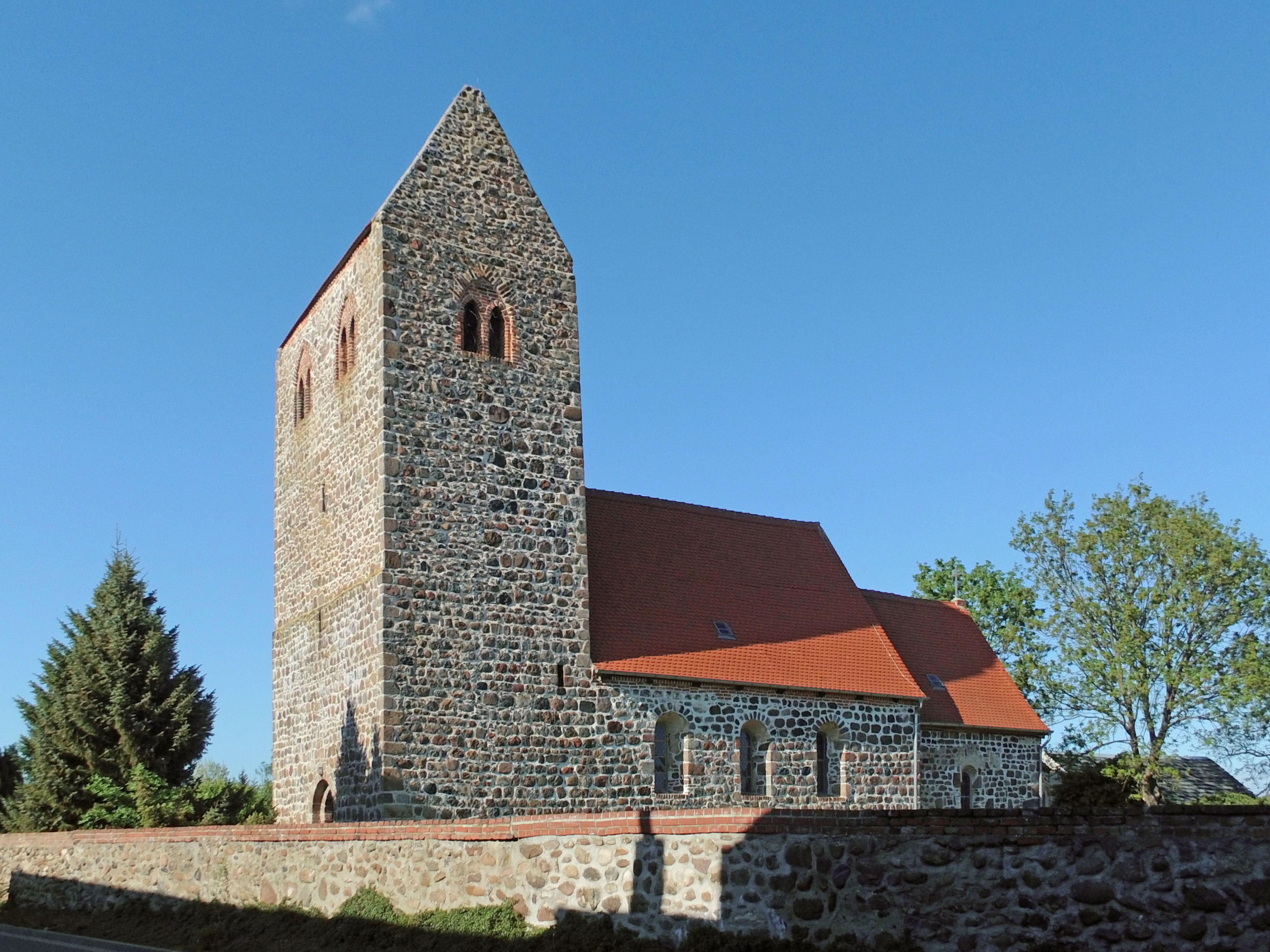
Dorfkirche Bertkow

Die evangelische Dorfkirche Bertkow ist eine romanische Saalkirche im Ortsteil Bertkow von Goldbeck im Landkreis Stendal in Sachsen-Anhalt. Sie gehört zum Pfarrbereich Klein Schwechten im Kirchenkreis Stendal der Evangelischen Kirche in Mitteldeutschland.

## Geschichte und Architektur
Der Kirchhof wird durch ein spitzbogiges Kirchhofportal aus Backstein mit Zinnen vom Beginn des 16. Jahrhunderts erschlossen.
Die Kirche ist eine romanische Dorfkirche aus Feldsteinmauerwerk in vollständiger Anlage mit einem Westquerturm in Schiffsbreite, einem eingezogenen, quadratischen Chor und halbrunder Apsis, die in der zweiten Hälfte des 12. Jahrhunderts erbaut wurde. Die rundbogigen Fenster am Schiff und im Chor wurden nachträglich nach unten verlängert. Ein rundbogiges Portal mit Tympanon ist an der Südseite des Chors angeordnet. Im Turm sind spitzbogige Biforienfenster als Schallöffnungen eingebaut. Restaurierungen wurden in der zweiten Hälfte des 19. Jahrhunderts und 1934 vorgenommen. Das Innere ist flach gedeckt und wird durch den runden Chorbogen mit Kämpfern gegliedert.

## Ausstattung
Ein barocker Altaraufsatz aus dem Jahr 1710 zeigt in Gemälden Darstellungen des Abendmahls, der Kreuzigung und Auferstehung in einer Rahmung aus gedrehten Säulen und Akanthuswangen. Der Altar wurde nach den Wappen am Fuß der Säulen durch David Reimar von Bertkow und seine Frau Sophie Hedwig von Lindstedt gestiftet. Im Chor ist ein kastenförmiger Patronatsstuhl aus der ersten Hälfte des 19. Jahrhunderts aufgestellt. In der Laibung des Chorbogens ist ein Sandsteinepitaph für Anna Luise von Bertkow († 1782) mit einer Rocaille-Umrahmung angebracht. Vor dem Altar befindet sich ein Grabstein für Matthias Mangelsdorf († 1819). Eine auf das Jahr 1574 datierte Bronzeglocke von Johannes Kraberg ist erhalten. Ein silbervergoldeter Kelch von 1591 ist am Fuß mit Kruzifix und eingravierten Wappen versehen.